# Francesco Antonioli
Francesco Antonioli (14 de septiembre de 1969) es un exfutbolista italiano que se desempeñó como guardameta y que llevó a cabo el total de su carrera en su país. Su último club fue el AC Cesena. 

## Clubes
| Club         | País   | Año         |
| ------------ | ------ | ----------- |
| AC Monza     | Italia | 1986 - 1988 |
| AC Milan     | Italia | 1988 - 1990 |
| Modena FC    | Italia | 1990 - 1991 |
| AC Milan     | Italia | 1991 - 1993 |
| AC Pisa      | Italia | 1993 - 1994 |
| Reggiana     | Italia | 1994 - 1995 |
| Bolonia FC   | Italia | 1995 - 1999 |
| AS Roma      | Italia | 1999 - 2003 |
| UC Sampdoria | Italia | 2003 - 2006 |
| Bolonia FC   | Italia | 2006 - 2009 |
| AC Cesena    | Italia | 2009 - 2012 |

## Palmarés

### Torneos nacionales
| Título              | Club       | País   | Año     |
| ------------------- | ---------- | ------ | ------- |
| Copa Italia Serie C | AC Monza   | Italia | 1989-90 |
| Serie A             | AC Milan   | Italia | 1991-92 |
| Supercopa           | AC Milan   | Italia | 1992    |
| Serie A             | AC Milan   | Italia | 1992-93 |
| Serie B             | Bologna FC | Italia | 1995-96 |
| Serie A             | AS Roma    | Italia | 2001    |
| Supercopa           | AS Roma    | Italia | 2001    |

### Torneos internacionales
| Título                       | Club       | Sede      | Año     |
| ---------------------------- | ---------- | --------- | ------- |
| Liga de Campeones de la UEFA | AC Milan   | Barcelona | 1988-89 |
| Copa Intercontinental        | AC Milan   | Tokio     | 1989    |
| Supercopa de la UEFA         | AC Milan   | Milán     | 1989    |
| Liga de Campeones de la UEFA | AC Milan   | Viena     | 1989-90 |
| Copa Intertoto de la UEFA    | Bologna FC | Chorzów   | 1998    |

- Datos: Q704302